# 冬眠模式
冬眠模式是太空探測器的一種操作模式，即當常規操作暫停很長一段時間，但預計會重新啟動（與終止不同）的模式。在長時間和深空任務中，它可以節省電力或其他有限的資源，並延長任務壽命。該術語與電腦節能中使用的休眠模式基本相似。
- Rosetta：研究彗星67P/楚留莫夫-格拉希門克彗星的任務[3]，當它在前往交會地點的途中冒險靠近木星軌道時，為了保護有限的資源，它被置於冬眠狀態31個月 [4]。
- 新視野號：在前往冥王星的途中多次進入休眠模式，然後在前往古柏帶天體( 486958) 天空的途中再次進入休眠模式。它的休眠模式提供了一定程度的健康和狀態監測，偶爾也會醒來檢查和校準儀器[5]。
- NASA的廣域紅外線巡天探測衛星任務：最初由該機構的天體物理部門負責紅外全天巡天，2011年進入休眠狀態，2013年再次蘇醒，由行星科學部門進行小行星巡天[6]。